# Dušan Drolc
Dušan Drolc, slovenski založniški delavec, * 19. november 1928, Peščenik, † 22. junij 2005, Ljubljana

## Življenje in delo
Diplomiral je 1956 na ljubljanski Ekonomski fakulteti in 1957 na Pravni fakulteti v Zagrebu. Služboval je v več slovenskih založbah (Plug - solastnik založbe, Državna založba Slovenije, Zadruga Mohorjeve družbe, Založništvo tržaškega tiska) in v zagrebški Naša djeca, ter bil v letih 1961−1980 v Založbi Obzorja v Mariboru glavni direktor, nato njegov pomočnik in urednik za prevodno literaturo. Leta 1968 je organiziral prvo slovensko tovarno gramofonskih plošč Helidon. Leta 1990 je skupaj s Selino Ambrož ustanovil Založbo KRES d.o.o. in bil svetovalec za založništvo v Založbi Drava iz Celovca in glavni pooblaščenec za založništvo v ZTT iz Trsta.
Bil je tudi velik zbiratelj knjig, tako antikvarnih kot novih izdaj ter lastnik ene večjih privatnih knjižnic.